# Kamienica Bernarda Glüksmana w Łodzi
Kamienica Bernarda Glüksmana – eklektyczna kamienica znajdująca się na rogu ul. Andrzeja Struga i al. Tadeusza Kościuszki w Łodzi.

## Historia
Kamienicę wzniesiono w latach 1895-1896 na zamówienie Bernarda Glüksmana, według projektu architekta Dawida Lande.
Przez lata budynek miał wielu właścicieli. W okresie międzywojennym byli nimi Bank Kredytowy w Warszawie oraz Towarzystwo Ubezpieczeniowe "Piast" a od 1928 Bank Handlu i Przemysłu w Warszawie. Pod koniec lat 30. XX w. obiekt należał do właścicieli prywatnych: Henryka Grienfelda, Berka Dawidowicza, Aleksandry Boraksy. Obecnie kamienica jest własnością wspólnoty mieszkaniowej.
W latach 2015–2018 kamienica przeszła etapowy remont, który początkowo wspólnota mieszkaniowa opłacała w całości ze swoich środków. Przy kolejnych etapach w finansowanie włączyło się miasto.
Kamienica wpisana jest pod numerem do łódzkiej gminnej ewidencji zabytków pod numerem 468.

## Architektura
Kamienicę często porównuje się do Kamienicy Mieczysława Pinkusa i Jakuba Lende ze względu na podobny układ. Oba obiekty projektowała ta sama osoba, czyli Dawid Lande. Obie w swoim czasie również zamykały ul. Spacerową. Niemniej kamienica Bernarda Glüksmana charakteryzuje się mniejszą ilością zdobień, co wynika z zastosowania skromniejszego formy baroku klasycyzującego.
Wielokątny narożnik z wykuszami i lukarnami, zwieńczony jest potężną kopułą. Elewacja od strony Kościuszki posiada, podobnie jak w kamienicy Pinkusa, centralny pięcioosiowy ryzalit, z pilastrami w wielkim porządku, zakończony lekko spłaszczonym łukiem. W osi centralnej znajduje się prostokątny wykusz flankowany balkonami i podparty postaciami atlantów. Natomiast elewacja od strony ul. Struga jest skromniejsza, co świadczy o mniejszym jej znaczeniu.